# Will Frazier
Wilbert B. "Will" Frazier (Minden, Luisiana, 24 de agosto de 1942) es un exjugador de baloncesto estadounidense que disputó dos partidos en la NBA y dos temporadas en la ABA. Con 2,00 metros de estatura, jugaba en la posición de alero.

## Trayectoria deportiva

### Universidad
Jugó durante cuatro temporadas con los Tigers de la Universidad Estatal de Grambling, en las que promedió 29,3 puntos y 14,3 rebotes por partido.

### Profesional
Fue elegido en la duodécima posición del Draft de la NBA de 1965 por San Francisco Warriors, pero únicamente jugó dos partidos, en los que anotó un solo punto.  Posteriormente jugó dos temporadas en la CBA, con los New Haven Elms y los Harrisburg Patriots, para pasar en 1967 a la ABA, donde jugaría dos temporadas con los Houston Mavericks y los New York Nets. Acabaría su carrera profesional de nuevo en la CBA, en los Hartford Capitols.

## Estadísticas de su carrera en la NBA y la ABA

### Temporada regular
| Año         | Equipo          | PJ  | MPP  | %TC  | %3P  | %TL  | RPP | APP | PPP  |
| ----------- | --------------- | --- | ---- | ---- | ---- | ---- | --- | --- | ---- |
| 1965-66     | San Francisco   | 2   | 4.5  | .000 |      | .500 | 2.5 | .5  | .5   |
| 1967-68     | Houston (ABA)   | 76  | 28.0 | .411 | .500 | .606 | 8.8 | 1.4 | 12.4 |
| 1968-69     | N.Y. Nets (ABA) | 75  | 18.3 | .424 | –    | .619 | 5.5 | .9  | 7.4  |
| Total (ABA) | Total (ABA)     | 151 | 23.1 | .416 | .500 | .611 | 7.2 | 1.1 | 9.9  |
| Total       | Total           | 153 | 22.9 | .415 | .500 | .610 | 7.1 | 1.1 | 9.8  |

### Playoffs
| Año   | Equipo        | PJ | MPP  | %TC  | %3P  | %TL  | RPP | APP | PPP |
| ----- | ------------- | -- | ---- | ---- | ---- | ---- | --- | --- | --- |
| 1968  | Houston (ABA) | 3  | 28.3 | .448 | .000 | .429 | 4.0 | 1.3 | 9.7 |
| Total | Total         | 3  | 28.3 | .448 | .000 | .429 | 4.0 | 1.3 | 9.7 |